# Rhipidia proctigerica
Rhipidia proctigerica är en tvåvingeart som först beskrevs av Alexander 1950.  Rhipidia proctigerica ingår i släktet Rhipidia och familjen småharkrankar. Inga underarter finns listade i Catalogue of Life.